# Lucas Vidal
Lucas Vidal (Madrid, 6 de març de 1984) és un músic espanyol, compositor de bandes sonores. Ha compost més de 25 bandes sonores de pel·lícules, com ara Fast & Furious 6 i Paradise Hills. També ha creat música per a sèries com ara Élite i Dime quién soy.

## Biografia
És net de José Manuel Vidal Zapater, fundador de la companyia discogràfica Hispavox en 1953. A setze anys va estudiar a un campament estival de composició musical al Berklee College of Music. Després es va presentar al departament de música de cinema i va conèixer el seu soci comercial, Steve Dzialowski. Va fer història quan es va convertir en el més jove estudiant de Berklee College of Music, Cathedral Pins, i a rebre els dos premis més importants de composició musical de la institució educativa. Després del seu pas per Boston, on va obtenir la seva doble titulació amb esment Magna Cum laude, es va traslladar a Nova York per a continuar ampliant la seva formació a la Juilliard School of Music.
En 2009 es va establir a la ciutat de Los Angeles. En 2012 li va arribar la seva oportunitat de compondre la banda sonora de Fast and Furious 6. Després d'aquesta superproducció el 2016 va ser guardonat amb un Emmy per la composició del tema musical de la cadena ESPN per als Jocs Olímpics de Rio de Janeiro 2016.
Lucas va començar una etapa a cavall entre Madrid i Los Angeles, que va culminar, en 2016, amb dos Goyas, pel tema principal del llargmetratge Palmeras en la nieve al costat de Pablo Alborán i per la banda sonora del film Ningú no vol la nit, respectivament.
Després de la seva consagració en el mercat espanyol s'ha endinsat en l'àmbit de la producció musical i el món de la música electrònica orquestral. En l'àmbit de la producció, en el qual és autodidacta, va realitzar col·laboracions amb Amaia Montero, Antonio Orozco i va barrejar els grans èxits de Raphael en el seu projecte Resimphónico.
A la tardor 2019 Lucas Vidal va presentar el seu primer àlbum de música electrònica orquestral: Karma. També va realitzar la identitat sonora de la primera divisió espanyola de futbol 2019-2020.

## Filmografia
- 2009: The Immortal Voyage of Captain Drake
- 2009: Hammer of the Gods
- 2009: The Island Inside
- 2010: Vanishing on 7th Street
- 2011: Mentre dorms
- 2012: The Raven
- 2012: The Cold Light of Day
- 2012: Invasor
- 2012: Afterparty
- 2013: The Quiet Ones
- 2013: Fast & Furious 6
- 2013: Mindscape
- 2015: Palmeras en la nieve
- 2015: Ningú no vol la nit
- 2015: Remember It
- 2015: Cold Skin[9]
- 2016: Project Lazarus
- 2018: Il più bel giorno della mia vita
- 2018: El árbol de la sangre
- 2018: Alegría, tristeza
- 2019: Paradise Hills

## Premis
| Any  | Resultat  | Premi                                               | Categoria              | Obra nominada        | Ref.   |
| ---- | --------- | --------------------------------------------------- | ---------------------- | -------------------- | ------ |
| 2009 | Guanyador | Festival Internacional de Cinema Esportiu de Palerm | Cavaller d'or          | Basket Bronx         |        |
| 2012 | Nominat   | World Soundtrack Awards                             | World Soundtrack Award | Mentre dorms         |        |
| 2012 | Nominat   | Premis Gaudí                                        | Millor banda sonora    | Mentre dorms         | [ 10 ] |
| 2012 | Guanyador | Festival Internacional de Cinema de Las Vegas       | Premi As de plata      | Green Guys           |        |
| 2016 | Guanyador | Premis Goya                                         | Millor música original | Ningú no vol la nit  | [ 11 ] |
| 2016 | Nominat   | III Premis Feroz                                    | Millor música original | Palmeras en la nieve | [ 12 ] |